# Jacqueline Casey
Jacqueline S. Casey (* 20. April 1927 in Quincy, Massachusetts; † 18. Mai 1992 in Brookline, Massachusetts) war eine US-amerikanische Grafikdesignerin, deren Arbeiten sich durch Klarheit und visuellen Witz sowie den experimentellen Umgang mit Drucktechniken und Papier auszeichnen. Sie wurde bekannt durch ihre Plakate für das Massachusetts Institute of Technology (MIT), wo sie von 1955 bis 1989 tätig war.

## Leben und Werk

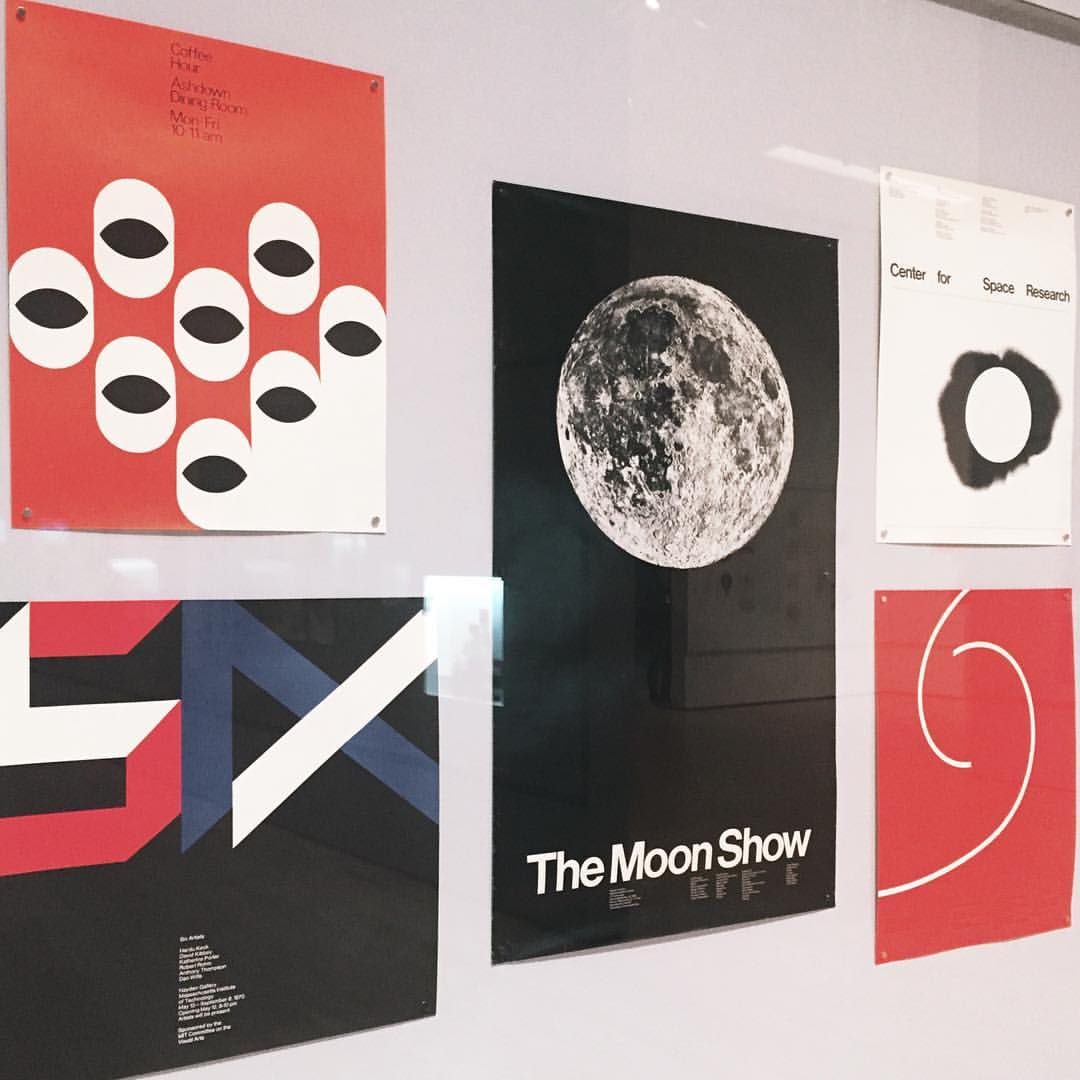
Typische Poster von Jacqueline Casey

Jacqueline Casey wurde 1927 in Quincy, Massachusetts, geboren. Sie studierte am Massachusetts College of Art (MassArt) und schloss 1949 mit einem Bachelor of Fine Arts in Modedesign und Illustration ab. Anschließend arbeitete sie unter anderem in der Innenarchitektur und in der Werbung.
1955 warb ihre MassArt-Kollegin Muriel Cooper sie für das MIT an, das als erste amerikanische Hochschule Grafikdesigner als Teil des Lehrkörpers beschäftigte. Die MIT-Designer waren bekannt für ihre professionelle Qualität und ihre kreativen Beiträge zum Design. Im Jahr 1972 wurde Casey zur Direktorin des Office of Design Services ernannt. Sie und Muriel Cooper gehörten zu den wenigen Frauen, die damals auf dieser professionellen Ebene am MIT arbeiteten.
Besonders bekannt wurde Casey für die Gestaltung herausragender Werbeplakate für MIT-Veranstaltungen. Ihre Entwürfe waren vom internationalen typografischen Stil beeinflusst, der sich in der Schweiz entwickelt hatte, insbesondere von Designern wie Karl Gerstner, Armin Hofmann und Josef Müller-Brockmann.
Casey entwickelt jedoch einen eigenen unverwechselbaren Stil, bei dem sich die Strenge des Schweizer Grafikdesigns mit der amerikanischen Freude an visuellen Metaphern verbindet. Ihre Plakate bestehen in der Regel aus einem auffälligen Bild oder einer plakativen Typografie, die von informativen Details in kleinerem Text begleitet werden. In ihren Arbeiten verwendet sie häufig typografische Wortspiele und visuelle Wortspiele. Charakteristisch für Casey ist ihr souveräner Umgang mit Schrift und starke Kontraste; häufig wählte sie einen schwarzen Hintergrund.
Jacqueline Caseys Arbeiten wurden nicht nur für die Werbung für Veranstaltungen auf dem Campus und in MIT-Publikationen eingesetzt, sondern auch am MIT, an der Chelsea School of Art in London und am London College of Printing ausgestellt. 1982 wurde das MIT für Caseys Arbeit mit dem Design Leadership Award ausgezeichnet.

Casey zog sich 1989 von ihrer Rolle als Direktorin zurück, arbeitete aber weiterhin als Gastwissenschaftlerin am MIT Media Laboratory. 1992 starb sie im Alter von 65 Jahren an Krebs.
Meine Arbeit ist eine ständige Lernerfahrung. Das MIT hat zwar seine Wurzeln in der Tradition, aber die Universität steht für alles, was experimentell, aufregend und zukunftsorientiert ist. — Übersetzung eines Zitats von Jacqueline Casey, in: Top Graphic Design (F.H.K. Henrion, 1983)

## Sammlungen und Auszeichnungen
1988 erhielt Casey den William J. Gunn Award des Creative Club of Boston; 1990 wurde ihr vom Massachusetts College of Art die Ehrendoktorwürde verliehen; Präsident Bartlett A. Giamatti von Yale ernannte sie zum Mitglied des Gastausschusses der Yale School of Graphic Design.
Jacqueline Casey gehört zu den ersten weiblichen Mitgliedern der Alliance Graphique Internationale und zu den wenigen Plakatgestalterinnen, deren Arbeiten in Überblickswerken zur Grafikdesign-Geschichte abgedruckt werden. Bis heute hängen ihre Plakate in vielen Büros des MIT. Sie werden international ausgestellt und in zahlreichen Sammlungen bewahrt.
Jacqueline Caseys Arbeiten sind fast vollständig im Museum des Massachusetts Institute of Technology aufbewahrt. In der Sammlung des Rochester Institute of Technology befinden sich 99 Plakate. Ihre Arbeiten sind Bestandteil der Sammlungen des MoMA, des Cooper-Hewitt Museums und der Library of Congress. Im Museum für Kunst und Gewerbe (MKG) Hamburg wurden einige ihrer Werke 2023 erstmalig auch im deutschsprachigen Raum ausgestellt.

## Ausstellungen
- The F*word – Guerrilla Girls und feministisches Grafikdesign, Museum für Kunst und Gewerbe, Hamburg, 16.02.–17.09.2023.[18]
- Wiki Women – Wissen gemeinsam ergänzen, Museum für Kunst und Gewerbe, Hamburg, 27.05.–24.09.2023.[19]
- The MIT Moderns: Poster Art of the MIT Office of Publications, Massachusetts Institute of Technology Museum, 2018–2021.
- The Poster Art of Jacqueline Casey. MIT Museum, Massachusetts Institute of Technology, 1992.[18][9]

## Weiterführende Literatur
- Heller, Steven; D’Onofrio, Greg (2017-09-19). The Moderns: Midcentury American Graphic Design. Abrams. ISBN 978-1-68335-012-5.
- Woman in Graphic Design. Hrsg. von Gerda Breuer, Julia Meer. jovis verlag, Berlin, 2012, ISBN 978-3-86859-153-8.
- Bryony Gomez-Palacio / Armin Vit (Hrsg.): Women of Design – Influence and Inspiration from the Original Trailblazers to the New Groundbreakers. Cincinnat,i 2008, ISBN 978-1-60061-085-1.
- Elizabeth Resnick: Woman at the Edge of Technology. In: Eye, No. 68, 2008.[20]
- Dietmar R. Winkler: Jacqueline S. Casey – Thirty Years of Design at MIT. Cambridge, 1992, ISBN 978-0-917027-04-8.
- Janet Fairbairn: The Gendered Self in Graphic Design. Interviews with 15 Women. Unpublished Yale University thesis, 1991, The Arts of the Book Collection (Interview mit Jacqueline Casey).[21]
- Dietmar R. Winkler: Jacqueline S. Casey – Thirty Years of Design at MIT. Cambridge, 1992, ISBN 978-0-917027-04-8.